# Isch
L'Isch (dite localement La Isch, sans l'élision) est une rivière française qui coule dans les départements du Bas-Rhin et de la Moselle. C'est un affluent de la Sarre en rive droite, donc un sous-affluent du Rhin par la Sarre, puis la Moselle.

## Géographie
L'Isch prend naissance dans la forêt de la Petite Pierre, sur le territoire de la localité de Lohr, dans le département du Bas-Rhin. Elle se jette dans la Sarre (rive droite) à Wolfskirchen, à moins de dix kilomètres en amont de Sarre-Union.

## Hydrologie

### L'Isch à Postroff
Le débit de l'Isch a été observé durant 38 ans (1969-2007), à Postroff, localité du département de la Moselle située à moins de cinq kilomètres de son confluent avec la Sarre. Le bassin versant de la rivière y est de 145 km2, soit près de 95 % de la totalité de celui-ci.
Le module de la rivière à Postroff est de 1,72 m3/s.
L'Isch présente des fluctuations saisonnières de débit modérées. Les hautes eaux se déroulent en hiver et se caractérisent par des débits mensuels moyens allant de 2,53 à 3,43 m3/s, de janvier à mars inclus (avec un maximum en février). Les basses eaux ont lieu en été, de juillet à septembre inclus, avec une baisse du débit moyen mensuel jusqu'à 0,516 m3 au mois de septembre. Mais ces moyennes mensuelles cachent des fluctuations plus prononcées sur de courtes périodes, d'autant plus que le débit est variable selon les années.

### Étiage ou basses eaux
Aux étiages, le VCN3 peut chuter jusque 0,090 m3, soit 90 litres par seconde, ce qui est assez 
sévère.

### Crues
Les crues peuvent être très importantes pour une petite rivière dotée d'un bassin de seulement 145 km2. Les QIX 2 et QIX 5 valent respectivement 52 et 80 m3. Le QIX 10 est de 98 m3/s, le QIX 20 de 120 m3 et le QIX 50 de 140 m3/s.
Ainsi le débit instantané maximal enregistré à Postroff a été de 112 m3/s le 26 mai 1983, tandis que la valeur journalière maximale était de 82 m3/s le même jour. En comparant ces valeurs à l'échelle des QIX exposée plus haut, on constate que cette crue n'était même pas d'ordre vicennal, et donc destinée à se reproduire assez fréquemment (tous les 15 ans environ).

### Lame d'eau
Au total l'Isch est une rivière bien alimentée et assez abondante. La lame d'eau écoulée dans son bassin versant est de 375 millimètres annuellement, ce qui est nettement supérieur à la moyenne d'ensemble de la France, ainsi qu'à la moyenne du bassin de la Sarre (319 millimètres). C'est cependant assez largement inférieur à la moyenne de la totalité du bassin français de la Moselle (plus ou moins 445 millimètres à Hauconcourt, en aval de Metz). Le débit spécifique (ou Qsp) atteint de ce fait le chiffre assez élevé de 11,8 litres par seconde et par kilomètre carré de bassin.